# 독일자유노동자연합

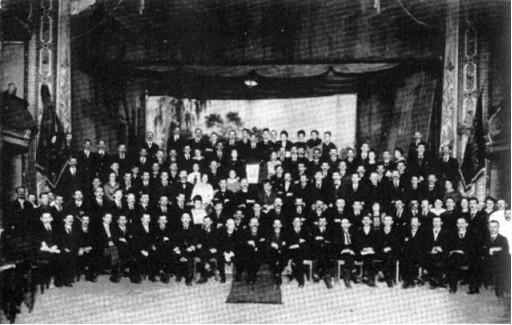
1922년 에르푸르트에서 열린 FAUD 총회.

독일자유노동자연합(독일어: Freie Arbeiter Union Deutschlands; FAUD 프라이 아르바이터 우니온 도이칠란츠[*])은 독일의 아나르코생디칼리슴 성향의 노총이었다.
1919년 9월 15일 독일노동조합자유협회(FVdG)가 루르 지역의 자유노동자동맹과 결합하면서 형성되었다. FAUD는 1918년 독일 11월 혁명에 참여했으며, 이후로도 독일의 노동 운동에 계속 관여했다. 1923년 이후부터 쇠락하였고, 1933년 1월에는 국가사회주의 독일 노동자당(나치당)이 집권하면서 아예 불법화되었다. 노조원들은 독일 국내외에서 나치당에 대항하는 저항운동을 계속했다.